# Cucullia nigrilinea
Cucullia nigrilinea là một loài bướm đêm trong họ Noctuidae.